# César Pelli

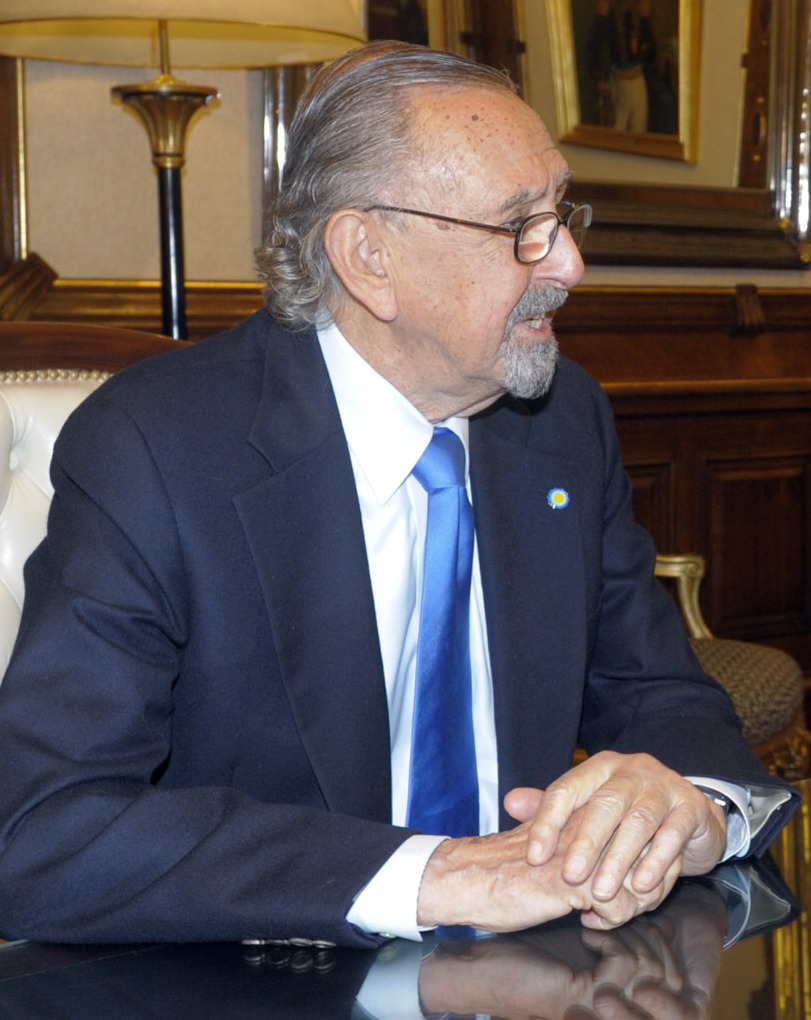
César Pelli (2010)

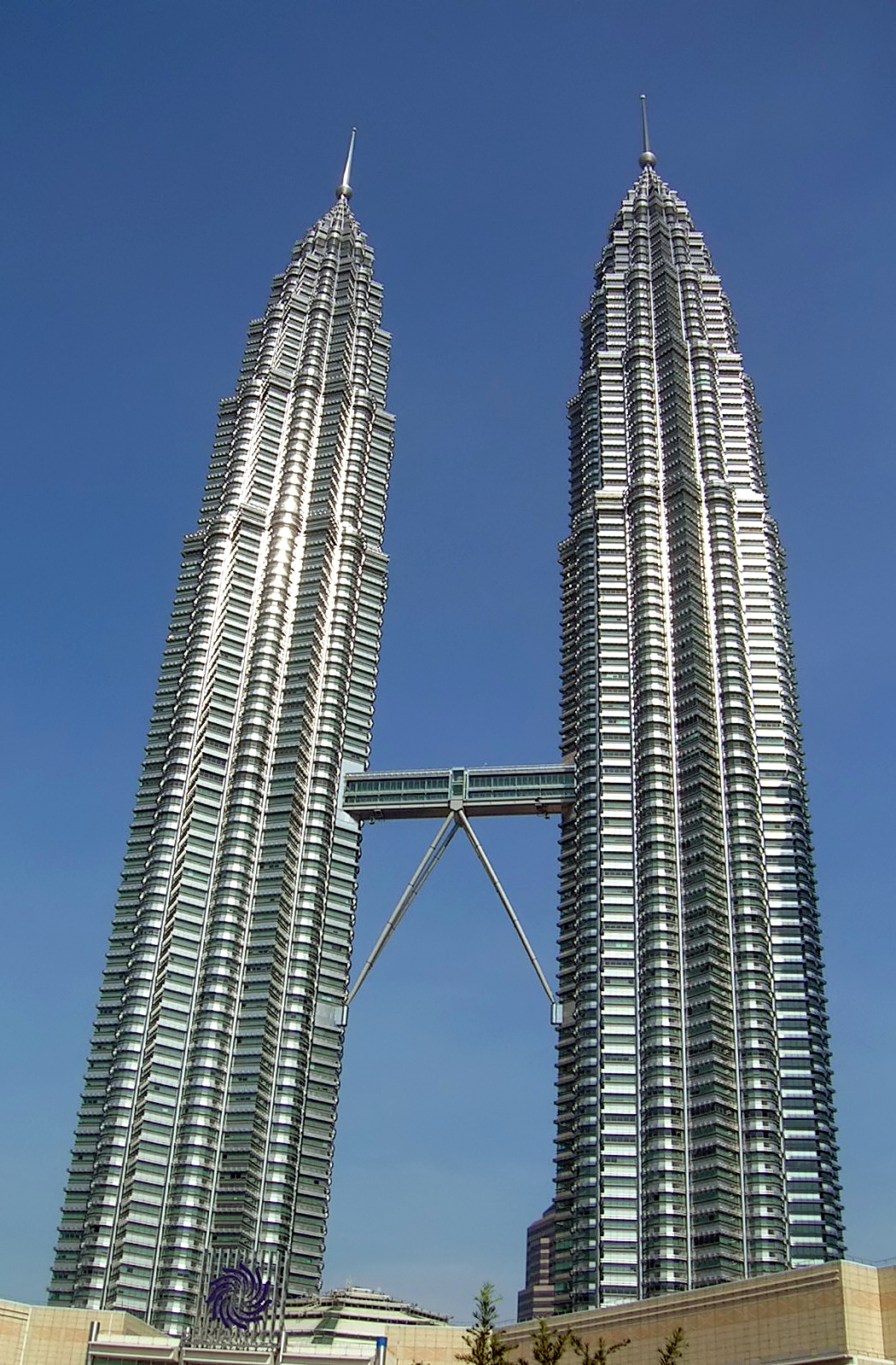
Petronas Twin Towers in Kuala Lumpur, Malaysia

César Antonio Pelli (* 12. Oktober 1926 in San Miguel de Tucumán, Argentinien; † 19. Juli 2019 in New Haven (Connecticut), Vereinigte Staaten) war ein argentinisch-US-amerikanischer Architekt. Berühmt wurde er vor allem durch die nach seinem Entwurf gebauten 452 Meter hohen Petronas Towers in Kuala Lumpur.

## Leben
César Pelli graduierte 1949 in Architektur an der Universidad de Tucumán. Drei Jahre später emigrierten er und seine Frau Diana Balmori, eine Landschaftsarchitektin, in die USA. 1954 absolvierte er ein Masterstudium der Architektur an der University of Illinois at Urbana-Champaign. Wichtige Lehrer und Vorbilder waren Walter Gropius und Ludwig Mies van der Rohe sowie Eero Saarinen, in dessen Architekturbüro in Bloomfield Hills, Michigan, er zehn Jahre lang arbeitete. 1964 wechselte er als Design Director in das Büro Daniel, Mann, Johnson & Mendenhall in Los Angeles und vier Jahre später zu Gruen Associates.
Pelli erhielt einen Ruf als Dekan an die Yale University in New Haven (Connecticut), wo er auch 1977 sein eigenes Architekturbüro César Pelli & Associates Architects gründete. Er starb im Juli 2019 im Alter von 92 Jahren.

## Wirken
1968 beteiligte sich César Pelli und Mitarbeiter als US-amerikanisches Team am international ausgeschriebenen Wettbewerb für ein „Internationales Zentrum“ (Vienna International Centre als damals dritter UNO-Amtssitz) mit einem angeschlossenen „österreichischen Kongresszentrum“ (nach Errichtung Austria Center Vienna genannt). Das Pelli-Team entschied zwar den Wettbewerb für sich (erster von vier Preisen), aus nationalpolitischen Gründen wurde das Siegerprojekt schließlich an die 4. Stelle zurückgereiht und kam damit nicht zur Umsetzung.
Ab 1982 war er Mitglied der American Academy of Arts and Letters. 1989 wurde César Pelli in New York zum Mitglied (NA) der National Academy of Design gewählt. 1991 gewann er den Wettbewerb der staatlichen malaysischen Öl- und Gasgesellschaft Petronas.
Die Architektengemeinschaft Pelli Clarke Pelli Architects plante das Bürogebäude 15 Penn Plaza in Manhattan, New York City. Der Bau sollte zehn Meter niedriger als das Empire State Building werden. Der geplante mittlerweile in PENN 15 umbenannte Wolkenkratzer wurde 2020 von Rafael Viñoly und Foster + Partners neu konzipiert.

## Bauten (Auswahl)
- Worldway Postal Center, Los Angeles, 1966.
- COMSAT Laboratories, Clarksburg (Maryland), 1967.
- Kukai Gardens Housing, Honolulu, 1967.
- San Bernardino City Hall, San Bernardino, 1969.
- Pacific Design Center, Los Angeles, 1972.
- US-Botschaft, Tokio, 1972.
- MOMA Residential Tower, 1977–1984.
- Herring Hall, Rice University, Houston, 1982–1984.
- Mattatuck Museum, Waterbury, 1984.
- World Financial Center, New York City, 1981–1987.
- Charlotte Performing Arts Center, 1987.
- Wells Fargo Center, Minneapolis, 1989.
- Gaviidae Common, Minneapolis, 1989.
- Carnegie Hall Tower, New York City, 1987–1990.
- 181 West Madison Street, Chicago, 1988–1990.
- Frances Lehman Loeb Art Center, Poughkeepsie.
- NTT Hauptverwaltung, Tokio, 1990.
- One Canada Square, Canary Wharf, London, 1988–1991.
- Key Tower, Cleveland, 1988–1991.
- Ohio Center for Performing Arts, Cincinnati, 1991.
- Bank of America Corporate Center, Charlotte, 1990–1992.
- Residencial del Bosque, Mexiko-Stadt, 1993–1996.
- Petronas Towers, Kuala Lumpur, 1992–1998.
- Ratner Athletic Center, Chicago, 2003.
- International Finance Centre, Hongkong, 2004.
- Minneapolis Public Library, Minneapolis, 2002–2006.
- Renée and Henry Segerstrom Concert Hall, Costa Mesa, 2006.
- Torre Libertad (Torre St. Regis Hotel), Mexiko-Stadt, 2004–2008.
- Torre Repsol-YPF, Buenos Aires, 2005–2008.
- Torre de Cristal, Madrid, 2004–2009.
- Torre Chiapas Mesoamericana, Tuxtla Gutiérrez, 2009–2011.
- Torre Unicredit, Mailand, 2009–2012.
- The Landmark, Abu Dhabi, 2006–2013.
- Gran Torre Santiago, Providencia, Santiago de Chile, 2005–2015.
- Torre Sevilla, Sevilla, 2007–2015.
- Salesforce Tower, San Francisco, 2013–2018.
- Mítikah Torre A und Centro Commercial Mítikah, Mexiko-Stadt, 2016–2022.
- Mirador del Valle, Salta (gepl.)[5]